# الأصفهيدي
محمود بن محمد تاج الدين العجمي الكرماني الأصفهيدي (نحو 729 - 807 هـ / 1329 - 1404 م) فقيه شافعي إيرانى.
قدم من بلاده إلى حلب وحج وعاد إليها. تصدر للإفتاء وتدريس الفقه والنحو. قال الزركلي: «لما كانت فتنة تمرلنك، أسر فيها. وتوسط له صاحب شماخى (من بلاد أرمينية) فأطلق وتوجه معه إلى بلاده مكرما فاستمر هناك حتى مات».

## آثاره
من كتبه «شرح ألفية ابن مالك» و «الإيجاز»، اختصر به «المحرر» للرافعي في فروع الشافعية. 